# Iwowe (przystanek kolejowy)
Iwowe – przystanek kolejowy Polskich Kolei Państwowych w Iwowem, w województwie mazowieckim, w Polsce.
Przystanek położona na uboczu wsi. Przez przystanek przechodzi  linia kolejowa:
- D29-12 Skierniewice – Łuków